# Nayeon
Im Na-yeon (* 22. September 1995 in Seoul, Südkorea) ist eine südkoreanische Sängerin und Mitglied der Girlgroup Twice. Zumeist tritt sie unter ihrem Mononym Nayeon (Hangeul: 나연) auf.

## Leben und Karriere
Nayeon wurde nach einem Casting von JYP Entertainment im September 2010 Trainee der Agentur. Für die im Jahr 2013 geplante Girlgroup 6mix war Nayeon als Mitglied geplant, doch die Gruppe wurde nicht wie erwartet gegründet. 2015 nahm sie erfolgreich an der Castingshow Sixteen teil, in der sie als eines der neun zukünftigen Mitglieder von Twice ausgewählt wurde.
Nayeon zählt zu den beliebtesten Idols ihres Landes und wurde bei Fanabstimmungen wie dem des Gallup zumeist vor ihren Kolleginnen von Twice gewählt.
Zudem war Nayeon kurz in der zweiten Episode der K-Dramaserie Dream High 2 (2012) zu sehen.

### Stalking-Vorfall
Gegen Ende des Jahres 2019 geriet Nayeon auch abseits ihrer musikalischen Tätigkeit in den Fokus der Medien, da gegen einen mutmaßlich aus Deutschland stammenden Stalker der Sängerin ermittelt wurde. Zwei Monate nachdem sich der Stalker Nayeon auf einem Flug unerlaubt genähert hatte, ließ Nayeons Agentur von der Forderung einer einstweiligen Verfügung ab.

## Diskografie

### Alben
- 2022: I’m Nayeon: The 1st Mini Album (EP)
- 2024: Na (EP)

### Singles
- 2022: Pop!
- 2024: ABCD